# Liste der Monuments historiques in Insming
Die Liste der Monuments historiques in Insming führt die Monuments historiques in der französischen Gemeinde Insming auf.

## Liste der Bauwerke
| Bezeichnung | Beschreibung                       | Standort                 | Kennzeichnung | Schutzstatus | Datum | Bild |
| ----------- | ---------------------------------- | ------------------------ | ------------- | ------------ | ----- | ---- |
| Beinhaus    | Anfang des 18. Jahrhunderts erbaut | Place de l’Église (Lage) | PA00106790    | Inscrit      | 1987  |      |